# Budynek I Liceum Ogólnokształcącego w Toruniu
Budynek I Liceum Ogólnokształcącego w Toruniu – dawny budynek Gimnazjum Królewskiego, obecnie siedziba I Liceum Ogólnokształcącego im. Mikołaja Kopernika w Toruniu. Znajduje się przy ul. Zaułek Prosowy 1.

## Historia
Budynek, który powstał na potrzeby istniejącego od 1568 roku w Toruniu Gimnazjum Akademickiego, oddano do użytku w 1855 roku. Do lat 80. XIX wieku utrzymywało się z dotacji państwowych i miejskich. W 1879 roku całkowity patronat nad szkołą przejęło państwo, przekształcając je w Gimnazjum Królewskie. Do końca XIX wieku aula Gimnazjum służyła jako miejsce nabożeństw dla ewangelików reformowanych.
W okresie międzywojennym władze polskie zorganizowały w nim I Państwowe Liceum i Gimnazjum Męskie, które w 1926 roku przyjęło imię Mikołaja Kopernika.
W 1968 roku w auli gmachu wmurowano tablicę upamiętniającą profesorów i wychowanków zmarłych w czasie II wojny światowej. 
Obiekt figuruje w gminnej ewidencji zabytków (nr 799).
W piwnicy drugiego budynku mieści się Muzeum Historyczno-Wojskowe, gromadzące eksponaty militarne od 1910 roku do lat 50. XX wieku. Pierwsza wystawa została zaprezentowana w 2003 roku. Od 2010 roku opiekę nad muzeum sprawuje Fundacja Muzeum Historyczno-Wojskowe. W ramach swojej działalności Fundacja Muzeum Historyczno-Wojskowe zajmuje się działalnością muzealną, organizacją inscenizacji historycznych oraz prowadzeniem wywiadów z kombatantami.